# Savonsaari (ö i Norra Savolax, Kuopio, lat 63,20, long 27,20)
Savonsaari är en ö i Finland. Den ligger i sjön Maaninkajärvi och i kommunen Kuopio i den ekonomiska regionen  Kuopio ekonomiska region  och landskapet Norra Savolax, i den centrala delen av landet, 400 km norr om huvudstaden Helsingfors. Öns area är 3,7 hektar och dess största längd är 340 meter i öst-västlig riktning.